# 望廈炮台斜坡
望廈炮台斜坡（葡萄牙語：Rampa do Forte de Mong Há），位於澳門半島中北部，蓮花山東南，有一條路逶迤而上，此處便是望廈炮台斜坡，其葡文、分別是“斜坡”、“堡壘”之意。該斜坡南起美副將大馬路，北止望廈山市政公園噴泉廣場，其狀彎曲，長366米，寬4－9米不等。該斜坡名稱最早見於1905年出版的《澳門海外省街道名冊》。

## 望廈炮台
望廈炮台（又名蓮花山炮台、黑鬼山炮台），於1849年開始修造，後被廢。1864年重修，1866年建成。炮臺佔地面積650平方米，與關閘直線相對，是澳門北面防禦的重要工事。1997年，澳葡政府將炮台區開闢爲望廈山市政公園。公園中心是圓形廣場，兩邊連接環山健康徑。炮台附屬兵營則改建為澳門旅遊大學及其教學賓館―望廈迎賓館和教學餐廳。